# Hal Duncan
Hal Duncan född 1971 i Ayrshire, är en skotsk fantasyförfattare.
Duncans debutroman, Vellum, nominerades till flera av den anglosaxiska fantasylitteratursfärens främsta priser.